# Menippus
Menippus là một chi bọ cánh cứng trong họ Chrysomelidae.
Chi này được miêu tả khoa học năm 1864 bởi Clark.

## Các loài
Các loài trong chi này gồm:
- Menippus aeneipennis (Weise, 1892)
- Menippus canellinus (Fairmaire, 1888)
- Menippus cervinus (Hope, 1831)
- Menippus clarki (Jacoby, 1884)
- Menippus cynicus (Clark, 1864)
- Menippus dimidiaticornis Jacoby, 1889
- Menippus fugitiva (Lea, 1926)
- Menippus metallicus (Baly, 1886)
- Menippus nigroceruleus Jacoby, 1886
- Menippus philippinensis Jacoby, 1894
- Menippus viridis (Duvivier, 1884)